# Velika Oleksandrivka
Velika Oleksándrivka (en ucraniano: Велика Олександрівка, romanizado: Velyka Oleksándrivka) es un pueblo ucraniano perteneciente al óblast de Jersón. Situado en el sur del país, forma parte del raión de Berislav y centro del municipio (hromada) de Velika Oleksándrivka. 

## Toponimia
El nombre del lugar en ruso es Velíkaya Aleksándrovka (en ruso: Великая Александровка).

## Geografía
Velika Oleksándrivka se encuentra en la orilla izquierda del río Injuléts. Se encuentra a 30 km al sur de Apóstolove, 70 km al sur de Krivói Rog y 165 km al norte de Jersón. El territorio del raión está adscrito a una zona de contaminación atmosférica particularmente peligrosa, por lo que las fincas se encuentran en la zona de agricultura de riesgo.

### Clima
| Parámetros climáticos promedio de Velyka Oleksándrivka (1981–2010) | Parámetros climáticos promedio de Velyka Oleksándrivka (1981–2010) | Parámetros climáticos promedio de Velyka Oleksándrivka (1981–2010) | Parámetros climáticos promedio de Velyka Oleksándrivka (1981–2010) | Parámetros climáticos promedio de Velyka Oleksándrivka (1981–2010) | Parámetros climáticos promedio de Velyka Oleksándrivka (1981–2010) | Parámetros climáticos promedio de Velyka Oleksándrivka (1981–2010) | Parámetros climáticos promedio de Velyka Oleksándrivka (1981–2010) | Parámetros climáticos promedio de Velyka Oleksándrivka (1981–2010) | Parámetros climáticos promedio de Velyka Oleksándrivka (1981–2010) | Parámetros climáticos promedio de Velyka Oleksándrivka (1981–2010) | Parámetros climáticos promedio de Velyka Oleksándrivka (1981–2010) | Parámetros climáticos promedio de Velyka Oleksándrivka (1981–2010) | Parámetros climáticos promedio de Velyka Oleksándrivka (1981–2010) |
| Mes                                                                | Ene.                                                               | Feb.                                                               | Mar.                                                               | Abr.                                                               | May.                                                               | Jun.                                                               | Jul.                                                               | Ago.                                                               | Sep.                                                               | Oct.                                                               | Nov.                                                               | Dic.                                                               | Anual                                                              |
| ------------------------------------------------------------------ | ------------------------------------------------------------------ | ------------------------------------------------------------------ | ------------------------------------------------------------------ | ------------------------------------------------------------------ | ------------------------------------------------------------------ | ------------------------------------------------------------------ | ------------------------------------------------------------------ | ------------------------------------------------------------------ | ------------------------------------------------------------------ | ------------------------------------------------------------------ | ------------------------------------------------------------------ | ------------------------------------------------------------------ | ------------------------------------------------------------------ |
| Temp. máx. media (°C)                                              | 0.6                                                                | 1.6                                                                | 7.4                                                                | 16.0                                                               | 22.7                                                               | 26.6                                                               | 29.2                                                               | 28.8                                                               | 22.5                                                               | 15.3                                                               | 6.9                                                                | 1.9                                                                | 15.0                                                               |
| Temp. media (°C)                                                   | -2.3                                                               | -1.9                                                               | 2.9                                                                | 10.1                                                               | 16.2                                                               | 20.3                                                               | 22.7                                                               | 22.0                                                               | 16.3                                                               | 9.9                                                                | 3.4                                                                | -0.9                                                               | 9.9                                                                |
| Temp. mín. media (°C)                                              | -5.0                                                               | -5.0                                                               | -0.7                                                               | 5.0                                                                | 10.0                                                               | 14.6                                                               | 16.7                                                               | 15.6                                                               | 10.8                                                               | 5.6                                                                | 0.5                                                                | -3.5                                                               | 5.4                                                                |
| Precipitación total (mm)                                           | 32.5                                                               | 34.5                                                               | 30.7                                                               | 34.1                                                               | 49.2                                                               | 60.9                                                               | 58.4                                                               | 45.2                                                               | 43.2                                                               | 32.8                                                               | 40.0                                                               | 36.5                                                               | 498.0                                                              |
| Días de precipitaciones (≥ 1.0 mm)                                 | 6.9                                                                | 6.5                                                                | 6.2                                                                | 6.2                                                                | 6.4                                                                | 7.6                                                                | 5.6                                                                | 4.8                                                                | 5.2                                                                | 5.2                                                                | 5.8                                                                | 6.4                                                                | 72.8                                                               |
| Humedad relativa (%)                                               | 86.7                                                               | 83.1                                                               | 78.0                                                               | 68.2                                                               | 64.7                                                               | 67.0                                                               | 64.1                                                               | 62.3                                                               | 69.2                                                               | 77.3                                                               | 86.3                                                               | 88.0                                                               | 74.6                                                               |
| Fuente: World Meteorological Organization                          |                                                                    |                                                                    |                                                                    |                                                                    |                                                                    |                                                                    |                                                                    |                                                                    |                                                                    |                                                                    |                                                                    |                                                                    |                                                                    |

## Historia
El pueblo fue creado en 1784 por personas procedentes de las regiones de Poltava y Chernígov y se llamó Novooleksándrivka (en ucraniano: Новоолександрівка) hasta 1804. En 1803, los nuevos colonos vinieron aquí desde las provincias de Chernígov y Kiev.
En 1860, a Velika Oleksándrivka se atribuyó a la categoría de ciudades y se convirtió en el centro del condado en la gobernación de Jersón del Imperio ruso. A partir de 1886, 3.300 personas vivían en la ciudad y la población aumentaba cada año. En la ciudad no había industria y los habitantes sufrían la situación difícil y privada de derechos de un campesino que se dedicaba principalmente a la agricultura. El pueblo oprimido de Velika Oleksándrivka se opuso a la opresión de los terratenientes porque la mayoría de las tierras se concentraron en manos de los ricos. En 1906-1907, las grandes áreas de tierra en la parroquia de Velika Oleksándrivka pertenecían al monasterio y a los terratenientes.
El 23 de diciembre de 1918, los habitantes locales apoyaron el Directorio de Ucrania en Velika Oleksándrivka. Después de la incorporación de Ucrania a la URSS, comenzó la colectivización masiva en Velika Oleksándrivka que posteriormente, en los años 1921-1923, hizo a los habitantes sufrir una gran hambruna que se conocen como Holodomor. En 1925, las áreas sembradas y las cosechas alcanzaron el nivel prerrevolucionario. La presa hidroeléctirca de Velika Oleksándrivka en el río Ingulets es uno de los primeras en Ucrania, construida en 1928 según el plan GOELRO. La red escolar constaba de dos escuelas secundarias y dos escuelas primarias, que luego se expandió con una nueva escuela secundaria.
Durante la Segunda Guerra Mundial, Alemania nazi ocupó el asentamiento y entre 1941 y 1943 tuvo el nombre alemán Alexanderstadt. Además 458 hombres y mujeres jóvenes fueron llevados a Alemania para trabajos forzados. 
Desde 1956, Velika Oleksándrivka ha tenido el estado de un asentamiento municipal.
Hasta el 18 de julio de 2020, Velika Oleksándrivka fue el centro administrativo del raión de Velika Oleksándrivka. El raión se abolió en julio de 2020 como parte de la reforma administrativa de Ucrania, que redujo el número de rayones del óblast de Jersón a cinco. El área del raión de Velika Oleksándrivka se fusionó con el raión de Berislav.En 2023, Velika Oleksándrivka perdió el estatus de asentamiento de tipo urbano debido a la eliminación de este estatus administrativo.
En la invasión rusa de Ucrania, las fuerzas rusas ocuparon la ciudad de Velika Oleksándrivka y su antiguo raión el 10 de marzo de 2022. Tras los avances por el norte del óblast de Jersón los días anteriores, el ejército ruso se vio obligado a retirarse y Velika Oleksándrivka volvió a manos ucranianas el 3 de octubre de 2022. En junio de 2023, el centro internacional para la documentación e investigación de la persecución nazi Archivos Arolsen denunció en un informe que el ejército de Rusia ha destruido o robado millones de documentos históricos de la ocupación nazi y del período posterior a la Segunda Guerra Mundial en los archivos estatales de Ucrania. Para elaborar el informe, los Archivos Arolsen entrevistaron a decenas de empleados de los archivos estatales ucranianos y descubrieron que al menos cinco archivos del país han resultado dañados: en Chernígiv, Mikoláiv, Jersón, así como en Velika Oleksándrivka y Visokopilia en la óblast de Jersón. El edificio de este último está minado y es imposible acceder a él. Muchos de los documentos que quedan en estos archivos pronto también serán destruidos por la humedad y el moho.

## Demografía
La evolución de la población de Velika Oleksándrivka entre 1989 y 2022 fue la siguiente:
| 8150                                                          | 6964 | 6334 |
| (Fuente: Cities & Towns of Ukraine y UKRAINE: Größere Städte) |      |      |

## Infraestructura

### Transporte
Velika Oleksándrivka se encuentra en una carretera pavimentada que conecta Novovorontsovka y Berislav, desde donde tiene acceso a Jersón. La estación de tren más cercana está en Bila Krinitsia, a unos 10 kilómetros al noroeste, en el ferrocarril que conecta Apóstolove y Snijurivka (con una conexión adicional a Jersón y Mikolaiv).